# وارد ۴۹۰۸
سیارک ۴۹۰۸ (به انگلیسی: 4908 Ward، نامگذاری:1933SD) چهار هزار و نهصد و هشتمین سیارک کشف شده‌است که در ۱۷ سپتامبر ۱۹۳۳ کشف شد.
قدر مطلق سیارک برابر ۱۴٫۲۰ است.